# Dun (músics)
Dun fou una família de músics francesos, que durant més d'un segle formaren part de l'Òpera de París i de l'Acadèmia Reial de música. En la Pastorale còmique de Moliere s'hi troba un cantant d'aquest nom; un fill d'aquest, Jean, fou un dels intèrprets de l'Armide (Lully) (1688); dos fills d'aquest continuaren en l'Òpera fins al 1742, i el 1772 un altre Jean Dun cobrava una pensió de 1.000 lliures, desapareguent el 1773 el cognom Dun de l'Acadèmia reial de música. Alexander Dun el que potser fou més famós de la nissaga, formà part com a violinista de l'orquestra de l'Òpera de París entre (1762-1775), i deixà escrits: 
- Sei sonate à violino solo, col basso (París);
- Menuet d'Exandet et la Fursterberg, avec es variations e diferents mouvements sur la mème air pour un violon seul (París).